# Adam Malecki
Adam Malecki (ur. 6 listopada 1977 w Nowym Jorku) – polski aktor teatralny i dziennikarz. W latach 2001–2004 był adeptem, a od 2004 jest aktorem Teatru Żydowskiego w Warszawie.
W 2004 ukończył Studium Aktorskie przy Teatrze Żydowskim w Warszawie oraz zdał aktorski egzamin eksternistyczny.
Był dziennikarzem redakcji sportowej Programu III Polskiego Radia do której wrócił po dwóch latach przerwy. W latach 2006–2022 pracował również w Telewizji Polskiej przy programach "Śniadanie na podwieczorek" oraz "KulturalniPL".

## Filmografia

### Role teatralne

#### Teatr Żydowski w Warszawie
- 2006: Tradycja
- 2006: Dla mnie bomba
- 2006: Zaczarowany krawiec
- 2006: Sen o Goldfadenie
- 2005: Żyć, nie umierać!
- 2005: Publiczność to lubi
- 2004: Śpiąca Królewna
- 2004: Między dniem a nocą
- 2003: Królewna Śnieżka
- 2002: Kopciuszek
- 2002: Skrzypek na dachu

### Role filmowe i telewizyjne
- 2007: Plebania
- 2007: Dwie strony medalu
- 2006: Thr3e
- 2006: Magda M.
- 2006–2007: Kopciuszek
- 2004: Do potomnego
- 2004: Ninas resa
- 2004: Dziki
- 2003–2009: Na Wspólnej
- 2002: Pianista
- 2002–2009: Samo życie